# Zorzines rubripennis
Zorzines rubripennis là một loài bướm đêm trong họ Noctuidae.